# Корди, Джейн
Джейн Мэри Корди (англ. Jane Marie Cordy; род. 2 июля 1950 года, Сидни, Новая Шотландия, Канада) — канадский педагог, общественный и политический деятель. Сенатор Канады от Новой Шотландии (с 2000). С 2019 года — лидер Прогрессивной сенатской группы.

## Биография
Родилась 2 июля 1950 года в новошотландском городе Сидни (ныне — часть регионального муниципалитета Кейп-Бретон). Окончила Учительский колледж Новой Шотландии, затем получила степень бакалавра образования в Университете Маунт-Сент-Винсент. После окончания вуза работала учителем в школьных округах Сидни, Галифакса и Нью-Глазго.
9 июня 2000 года генерал-губернатор Адриенна Кларксон по совету премьер-министра Жана Кретьена назначила Корди сенатором от Новой Шотландии. В Сенате она вошла во фракцию Либеральной партии. Параллельно с работой в парламенте занимала посты заместителя председателя Комиссии по развитию портов Галифакс-Дартмут и председателя судейской коллегии Галифаксского региона по развитию людских ресурсов Канады.
29 января 2014 года лидер Либеральной партии Джастин Трюдо объявил о роспуске фракции либералов в Сенате — отныне все либеральные сенаторы должны были заседать в качестве независимых. Однако ряд либералов в верхней палате отказались подчиниться решению своего лидера и создали Сенатский либеральный кокус (СЛК): это объединение сохранило официальный статус сенатской фракции, однако уже не было связано с Либеральной партией и не подчинялось его руководству. В числе основателей СЛК была и Джейн Корди
В ноябре 2019 года лидер СЛК Джозеф Дэй объявил о том, что из-за снижения своей численности (в связи с уходом многих сенаторов в отставку) СЛК потерял официальный статус фракции. В этих условиях Дэй принял решение о роспуске СЛК и создании нового внепартийного объединения сенаторов — Прогрессивной сенатской группы (ПСГ). В состав ПСГ вошли все 9 оставшихся членов СЛК, включая и Джейн Корди.
12 декабря 2019 года Дэй ушёл с поста лидера ПСГ в связи с приближающимся 75-летием — в Канаде сенаторы обязаны уходить в отставку по достижении этого возраста. В тот же день его преемником была избрана Джейн Корди. При Корди численность ПСГ, несмотря на отставку по достижении предельного возраста ещё двух членов, увеличилась до 12 человек за счёт новоназначенных сенаторов и перебежчиков из других сенатских групп.